# Montlainsia
Montlainsia ist eine Gemeinde im französischen Département Jura in der Region Bourgogne-Franche-Comté. Sie gehört dort zum Kanton Saint-Amour im Arrondissement Lons-le-Saunier. Sie entstand als Commune nouvelle mit Wirkung vom 1. Januar 2017, indem die bisherigen Gemeinden Lains, Dessia und Montagna-le-Templier durch ein Dekret vom 27. Mai 2016 zusammengelegt wurden. Lains ist der Hauptort (Chef-lieu). Der Name der neuen Gemeinden setzt sich aus Teilen der drei bisherigen Gemeinden zusammen (Montagna-le-Templier, Lains und Dessia).

## Gliederung
| Ortsteil                | ehemaliger INSEE-Code | Fläche (km²) | Höhenlage (m) | Einwohnerzahl (2016) | Dichte (Einw. je km²) |
| ----------------------- | --------------------- | ------------ | ------------- | -------------------- | --------------------- |
| Dessia                  | 39195                 | 4,64         | 510–671       | 064                  | 13,8                  |
| Lains (Verwaltungssitz) | 39273                 | 9,81         | 365–660       | 081                  | 08,3                  |
| Montagna-le-Templier    | 39347                 | 7,05         | 340–571       | 102                  | 14,5                  |

## Geographie
Das Gemeindegebiet wird im Norden durch die Departementsstraße D3 durchquert. Montlainsia (Lains) liegt etwa 12 km (Luftlinie) südöstlich vom Kantonssitz Saint-Amour und grenzt
- im Nordwesten an Saint-Julien,
- im Norden an Montrevel und La Boissière,
- im Nordosten an Dramelay,
- im Osten an Vosbles-Valfin,
- im Südosten an Charnod (Berührungspunkt) und Villeneuve-lès-Charnod,
- im Süden an Montfleur,
- im Südwesten an Broissia,
- im Westen an Val Suran.